# Мања места у Белеријанду
Легендаријум Средње земље Џ. Р. Р. Толкина садржи велики број локација. Нека од мањих места, која су се током првог доба Сунца налазила на потконтиненту Белеријанду су пописана доле. Претпоставља се да су сва уништена током потапања Белеријанда које је уследило након Рата Бесних, осим ако није другачије наведено.
|  |  |  |  |  |  |  |  |  |  |  |  |  |  |  |  |  |  |  |  |  |  |  |  |  |  |  |  |  |  |

## А
Аелин-уиал(с. „језерца сумрака“) Мочварно ушће Ароса у Сирион, сматрано за део Доријата. Било је обухваћено заштитом Појаса Мелијаниног. Скривени сплавови су одржавани на источној обали.
Ова област је била под јаким утицајем Улмоа, који је на том месту послао визије Финроду и Тургону, показавши им места на којима би могли да подигну утврђења скривена од Моргота.
АглонВидети Пролаз Аглона
Амон ДартирЈедно од брда Еред Ветрина на југоисточној страни Дор-ломина, преко кога је водио једини пролаз преко планина. Поток Нен Лалаит је извирао на његовим обронцима, а након доласка Источњака неки одметници из куће Хадора су направили склониште у пећини под брдом.
Амон Ереб(с. „усамљено брдо“) Широко брдо благог успона између Рамдала и реке Гелион, које је доминирало јужним равницама источног Белеријанда. Као највиша тачка у том подручју, и као најисточније брдо Андрама које је стајало усамљено, имао је огроман стратешки значај, јер је надзирао источни пролаз око дугог зида у јужне делове Белеријанда и северни Таур-им-Дуинат.
На овом месту је скончао Денетор, господар Нандора, пред крај Прве битке против Оркова. Касније је Карантир ту подигао своју утврту како би чувао своју одступницу после Дагор Браголаха, а после битке Небројених суза Феаноријанци су се ту повукли. Брдо је такође краће називано „Ереб“.
Амон ЕтирБрдо које је подигао Финродов народ на широкој равници Талат Динену, на око 5km источно од Капија Нарготронда изнад Нарога. Током година, дрвеће је израсло на његовим обронцима, али са његовог чистог видиковца осматрачи из Нарготронда су могли да пазе на околна подручја далековидим погледом Вилењака, одакле и потиче име брда, Амон Етир, што значи „Брдо Ухода“.
Након пропасти Нарготронда, на овом брду је Ниенора наишла на змаја Глаурунга. Обавивши подручје густим облаком змајевских испарења, тако да је само брдо остало изнад магле, зачарао је Ниенору јаком чаролијом помрачења и заборавности.
Амон Руд(с. „ћелаво брдо“) У Првом добу Амон Руд је било стеновито брдо јужно од Бретила у западном Белеријанду. На њему је расло само јарко црвено цвеће „серегон“, што значи „крв камена“, што је брдо приказивало црвеним издалека.
Мим ситни Патуљак је живео на Амон Руду са своја два сина, Ибуном и Кимом. Мима су заробили одметници које је предводио Турин Турамбар, и присилили га да им открије положај свог склоништа, које је он тада назвао „Кућом Откупа“, Бар-ен-Данвед (претходно име куће је било Бар-ен-Нибин-Ноег, „Кућа Ситних Патуљака“). Када је откривено да је Ким, за кога се мислило да је рањен, у ствари убијен, Турин је, у кајању, понудио своје услуге Миму, који је од тада толерисао присуство одметника.
Амон Руд је ефективно постао операција за одметнике, а са доласком Белега је постао средиштем средиштем области под именом Дор-Куартол, „Земља Лука и Кациге“ (што се односило на два заповедника, Белега и Турина), центра отпора против снага Моргота. Туринов положај је на крају ипак био откривен и Орци су погубили одметнике и заробили Турамбара, прекривши врх брда правом крвљу.
Андрам(с. „дуги зид“) Дугачка линија брда која се протезала кроз јужни Белеријанд, од Нарготронда и Сириона па све до Рамдала („Крај Зида“) на истоку. Јужно од њега, тло је било много ниже него у остатку Белеријанда.
На крајњем истоку се налазио Амон Ереб, који обично није сматран делом Андрама.
АндротМрежа пећина у Планинама Митрима. Након Нирнаит Арноидиада, неки од Синдара и Едаина који су преживели борбу су овде нашли склониште. Туора су одгајили Вилењаци Андрота.
Анон-ин-Гелид(с. „Капија Нолдора“) Подземни пролаз испод Еред Ломина. Првобитно је кроз њега река са Планина Митрима протицала према Кирит Ниниаху. Тунел су проширили Тургонови Нолдори док су живели у Неврасту, како би лакше комуницирали са Фингоном у Хитлуму. Касније су Гелмир и Арминас, одговарајући на Улмов захтев, повели Туора кроз овај пролаз.
Ард-гален„Зелена област“, касније названа Анфауглитом, је била широка травната равница која се простирала северно од висова Дортониона и јужно од Морготове тврђаве Ангбанда у Гвозденим Планинама, током првог доба.
У првим данима након уздизања Сунца, Ард-гален је била зелена равница, богата травом, која се ширила од Хитлума и Еред Ветрина на западу, па све до Еред Луина на истоку, обухватајући и високе равнице Дортониона на југу. Равница је уништена рекама пламена и отровних гасова које је Моргот пустио из Ангбанда током Дагор Браголаха, па јој је и име промењено у Анфауглит(„прашина која гуши“).
Пета битка у Рату Драгуља, Нирнаит Арноидиад („Небројене сузе“) је вођена на овој равници, и тела погинулих у борби су накупљена на гомилу, која је постала брдашцетом усред равнице, које је названо Хауд-ен-Нденгин, „Хумка убијених“ и Хауд-ен-Нирнаит, „Хумка суза“. Трава је расла само у том делу Анфауглита, и нигде више.
Аросиах„Прелаз Ароса“ у Дор Динену, близу североисточне ивице Доријата. Повезивао је Езгалдуин на северу и Арос на истоку. Осим омогућавања јединог пролаза између Химлада и Дор Динена, прелаз је био део древног пута који је водио од Винјамара до Еред Луина.
|  |  |  |  |  |  |  |  |  |  |  |  |  |  |  |  |  |  |  |  |  |  |  |  |  |  |  |  |  |  |

## Б
Барад Еител(„кула отоке“) Финголфиново утврђење. Налазило се источном подножју Еред Ветрина, покрај отоке Сириона.
Барад НимрасКула коју је подигао Финрод, у Фаласу између лука Бритомбара и Еглареста. Подигнута да чува стражу, у случају да Моргот покуша напад са мора, што се показало погрешним, пошто је Моргот због Улма увек избегавао море.
БретилГрупа мањих шумарака покрај Дортониона, који су раније вероватно били део Доријата. У Бретил су се населили Халадини након пропасти у источном Белеријанду. Ту су живели и неки Друедаини.
У овој шуми се се налазио Амон Обел, насеље Халадина. Река Теиглин је пресецала шуму.
БритијахЈедини прелаз преко Сириона јужно од Мочвара Сереха. Пут од Нан Дунготреба и Димбара је прелазио Сирион на овом газу уз северну ивицу Бретила.
|  |  |  |  |  |  |  |  |  |  |  |  |  |  |  |  |  |  |  |  |  |  |  |  |  |  |  |  |  |  |

## Д
ДимбарПуста земља јужно од Крисаигрима. Налази се између шума Бретил на западу и Нелдорет на истоку.
ДимростВидети Нен Гирит
ДолмедЈедан од врхова Еред Луина који је стајао изнад јединог познатог пута из Еријадора у Белеријанд.
Дор КарантирВидети Таргелион
Дор Динен(с. „тиха земља“) Напуштени део источног Белеријанда, северно од Доријата. Био је ограничен горњим током Езгалдуина на западу (граничећи се са Нан Дунготребом) и Ароса на истоку (граничећи се са Химладом). Наведено је да ту нико никада није живео. На југу је била шума Нелдорет, а на северу Еред Горгорот. Област је најпознатија по Аросиаху, који је повезивао Езгалдуин и Арос.
|  |  |  |  |  |  |  |  |  |  |  |  |  |  |  |  |  |  |  |  |  |  |  |  |  |  |  |  |  |  |

## З
Залив БаларРукавац Белегаира, Великог мора, јужно од Белеријанда, у које се уливало Сирион. Претпоставља се да је настао у катаклизми која је пратила борбе Валара са Морготом, дуго пре писане историје. Велико острво Балар се налазило у заливу.
Име указује на Валаре, (и Мајаре), нарочито на Осеа, чији главни итерес су биле плитке морске воде.
|  |  |  |  |  |  |  |  |  |  |  |  |  |  |  |  |  |  |  |  |  |  |  |  |  |  |  |  |  |  |

## К
Кабед-ен-Арас(с. „јеленов скок“) Дубока клисура реке Теиглин северно од ушћа Келеброса у Теиглин, покрај шуме Бретил.
Кирит Ниниах(с. „дугина пукотина“) Дугачак и узак канал у Еред Ломину, који је просекла река која истиче из Анон-ин-Гелида и утиче у Дренгист.
Крисаигрим(с. „висови стрме планине“) Део јужних Ехоријата, „окружујућих планина“ Гондолина. На њему су се настањивали Торондорови велики Орлови. Одавде су осматрали долину Сириона.